# Butes (Sohn des Pandion)
Butes (altgriechisch Βούτης Boútēs), der Sohn des Pandion und der Zeuxippe, heiratete Chthonia, die Tochter seines Bruders Erechtheus. Nach dem Tode seines Vaters wurde er Priester der Athene und des Erechtheischen Poseidon.
Er ist der Stammvater des attischen Adelsgeschlecht der Butaden. Später wurde er im Erechtheion auf der Akropolis als attischer Heros verehrt.